# Лути, Бенедетто
Бенедетто Лути (итал. Benedetto Luti; 17 ноября 1666, Флоренция — 17 июня 1724, Рим) — итальянский живописец и рисовальщик академического направления эпохи барокко флорентийской школы.

## Жизнь и творчество
Бенедетто Лути начал свою творческую карьеру в родном городе. Учился у Габбиани и Томмазо Реди. Пользовался покровительством великого герцога Тосканы Козимо III Медичи, большого поклонника рисунка пастелью. В 1691 году художник переехал из Флоренции в Рим, где великий герцог по-прежнему оказывал ему поддержку. Лути был одним из первых больших мастеров, которые использовали пастель не только для эскизов и набросков для живописных картин, но и рисовали в этой технике портреты. Кроме этого, Бенедетто Лути создавал также произведения в технике масляной живописи и фрески (например, для Базилики Сан-Джованни-ин-Латерано). С 1720 года он возглавлял Академию Святого Луки в Риме.
Лути также успешно занимался торговлей произведениями искусства и руководил основанной им художественной школой. Среди его учеников следует назвать Джованни Паоло Панини, Плачидо Костанци, Жана-Батиста ван Лоо и его брата Шарля-Андре ван Лоо.

## Галерея
- Голова мальчика. 1717. Бумага, пастель. Частное собрание
- Мальчик с флейтой (Юный музыкант). Ок. 1720. Холст, масло. Государственный Эрмитаж, Санкт-Петербург
- Голова девушки. 1717. Бумага, пастель. Частное собрание
- Аллегория мудрости. Ок. 1700. Холст, масло. Частное собрание
- Ребекка у источника. Ок. 1700. Холст, масло. Частное собрание
- Пий V и посланник короля Польского. Ок. 1712. Бумага, чёрный мел, сангина, белила. Метрополитен-музей, Нью-Йорк
- Экстаз святой Марии Магдалины. Между 1715 и 1719 гг. Бумага, перо, кисть, тушь, белила. Музей изящных искусств, Хьюстон, Техас